# Andrea Zordan
Andrea Zordan (Vicenza, 11 de julio de 1992) es un ciclista italiano que fue profesional entre 2014 y 2016. Anunció su retirada en enero de 2017 tras no encontrar equipo en el que seguir compitiendo.

## Palmarés
2013
- Trofeo Edil C
- Gran Premio Sportivi di Poggiana
- Trofeo Franco Balestra